# Coleophora obscuripalpella
Coleophora obscuripalpella é uma espécie de mariposa do gênero Coleophora pertencente à família Coleophoridae.